# 杰克·威廉森
杰克·威廉森（英語：Jack Williamson，1908年4月29日—2006年11月10日）出生于美国亚利桑那州比斯比，为美国著名科幻小说家。

## 生平
1908年，威廉森出生在美国亚利桑那州比斯比，他在德克萨斯州度过了自己美好的童年。
1915年，为了寻找更好的牧场，他们家搬迁到新墨西哥州的一个乡村。
从此，他们家由农业转向了牧业。在世界大战中，他曾在美国陆军航空队作为一个天气预报员。
1978年，威廉森当选美国科纪作家协会会长。
1986年，威廉森荣获雨果奖，2001年，他凭借着《最终的地球》再次获得雨果奖。
2006年11月10日，威廉森在新墨西哥州罗斯福县的家中逝世。

## 风格
威廉森的科幻小说开创了科学和文学结合的模式，他首先创作了“反物质”这个词汇，并且精确地预见了科学发展的方向和未来。

## 作品
- 《天网的坠落》，Lifeburst，人民文学出版社，2001年，李小均，唐伟胜翻译，ISBN 9787020034741。
- 《外星智能》（AlienIntelligence，1929年）
- 《乌托邦要塞》（Fortress ofUtopia，1939年）
- 《时间军团》（The Legion ofTime，1938年）
- 《潜在的异族》（Darker Than You　Think，1940年）
- 《星桥》（StarBridge, 1955年）
- 《月亮孩子》（The MoonChildren，1972年）
- 《滩头堡》（Beachhead，1992年）
- 《月亮魔鬼》(Demon Moon，1994年)
- 《黑太阳》（BlackSun，1998年）

## 奖项
1986年，荣获“雨果奖”。
2001年，《最终的地球》荣获科“雨果奖”。